# Maxime Martin

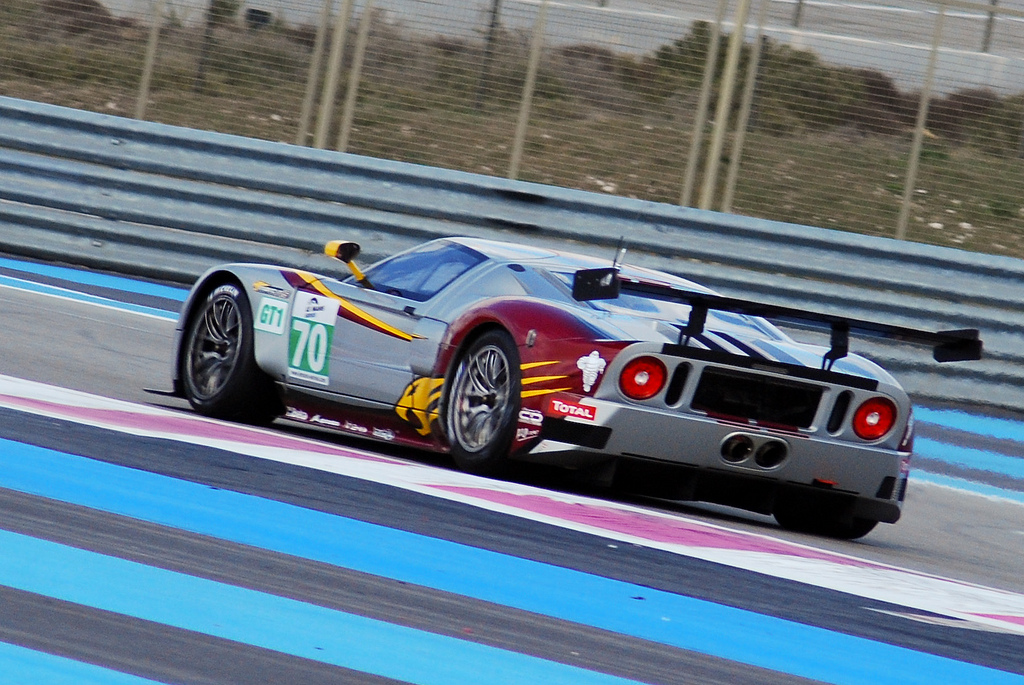
Ford GT de Maxime Martin

Maxime Martin (Uccle, Bélgica, 20 de marzo de 1986) es un piloto de automovilismo de velocidad belga. Ha sido subcampeón de la Blancpain Endurance Series 2012 y el Campeonato Europeo de GT3 2010, ganador de las 24 Horas de Spa 2016, y obtuvo podios en las 24 Horas de Nürburgring. Además, logró victorias en el Campeonato Mundial de GT1, la American Le Mans Series, el Deutsche Tourenwagen Masters y el ADAC GT Masters.

## Carrera deportiva
Martin compitió en el Mini Cooper Challenge Bélgica en 2004 y 2005, resultando tercero en su segundo año. En 2006 disputó la Fórmula Renault 1.6 Belga, donde obtuvo el cuarto puesto de campeonato. También disputó las 24 Horas de Le Mans con un Porsche 911 de First. Luego corrió en la Eurocopa Renault Mégane, donde resultó tercero en 2007, y subcampeón en 2008. También en 2008, fue campeón de la Copa Renault Clio Francia, y disutó tres fechas del Campeonato Europeo de GT3.
El belga dejó de competir en monoplazas en 2009, y se centró en los gran turismos. Corrió en el Campeonato Europeo de GT3 con la marca Morgan, resultando 16º en el campeonato de pilotos con una victoria y un segundo puesto. También disputó seis carreras de la Copa Europea de GT4 con un Porsche 911, obteniendo tres triunfos. Además, participó en las 24 Horas de Spa con un Ford GT de Matech, resultando séptimo absoluto y primero en su clase. En paralelo, disputó algunas carreras de los campeonatos alemán, belga y francés de gran turismos, así como en dos fechas de la Fórmula Le Mans.
En 2010, Martin disputó el Campeonato Mundial de GT1 con un Ford GT del equipo Marc VDS junto a Bas Leinders. Logró dos terceros lugares y seis top 5 en 20 carreras, por lo que se ubicó 18º en el campeonato de pilotos. También disputó las 24 Horas de Spa junto a Leinders y Marc Duez. Además, corrió algunas fechas del GT3 Europeo con un Ford Mustang, y el GT Francés con Morgan.
El piloto siguió pilotando un Ford GT de Marc VDS del Campeonato Mundial de GT1 2011, contando como compañero de butaca a Frédéric Makowiecki en la mayoría de las fechas. Obtuvo cuatro victorias y nueve top 5 en 20 carreras, terminando así 11º en el campeonato de pilotos. También disputó la Blancpain Endurance Series con Marc VDS acompañado de Leinders y Markus Palttala, primero con un Ford GT y luego con un BMW Z4. Obtuvo dos victorias en cinco carreras, por lo que quedó noveno en el campeonato de pilotos. Por otra parte, debutó en las 24 Horas de Le Mans con Marc VDS al volante de un Lola-Aston Martin de la clase LMP1, llegando séptimo absoluto junto a Leinders y Vanina Ickx. Por último, disputó el GT3 Europeo con un Aston Martin DB9, resultando décimo con tres podios.
Martin corrió en solamente seis carreras del Mundial de GT1 2012, en este caso con un Aston Martin DB9, sin lograr puntos. Marc VDS retuvo al piloto para disputar la Blancpain Endurance Series al volante de un BMW Z4. Acompañado de Leinders y Palttala, obtuvo dos victorias, un segundo puesto y dos cuartos, uno de ellos en las 24 Horas de Spa. Así, resultó subcampeón a tres puntos del trío de pilotos del Audi número 1 de WRT. También resultó cuarto en las 24 Horas de Nürburgring con un BMW Z4 de Marc VDS. Asimismo, corrió en el ADAC GT Masters con un BMW Alpina B6 oficial junto a Dino Lunardi. Acumuló tres victorias, dos segundos lugares y siete top 5 en 16 carreras, por lo que obtuvo el sexto puesto de campeonato. Además, disputó las 24 Horas de Le Mans del Campeonato Mundial de Resistencia con un Morgan-Nissan del equipo Oak, llegando séptimo en la clase LMP2.
Martin siguió con Marc VDS en la Blancpain Endurance Series 2013. Logró una victoria junto a Leidners y Yelmer Buurman, por lo que terminó cuarto en el campeonato por detrás de los tres pilotos del Mercedes número 84 de HTP. También llegó segundo en las 24 Horas de Nürburgring y corrió una fecha del Campeonato FIA GT con dicho equipo. Por otra parte, corrió en la American Le Mans Series con el equipo oficial BMW, acompañando a Bill Auberlen. Venció en una prueba al volante de un BMW Z4, de modo que terminó noveno en el campeonato de pilotos. También disputó dos fechas de la Grand-Am Rolex Sports Car Series con un BMW Z4 de Turner, logrando un podio. Por último, disputó las 24 Horas de Le Mans con un Oreca-Nissan de Thiriet by TDS Racing.

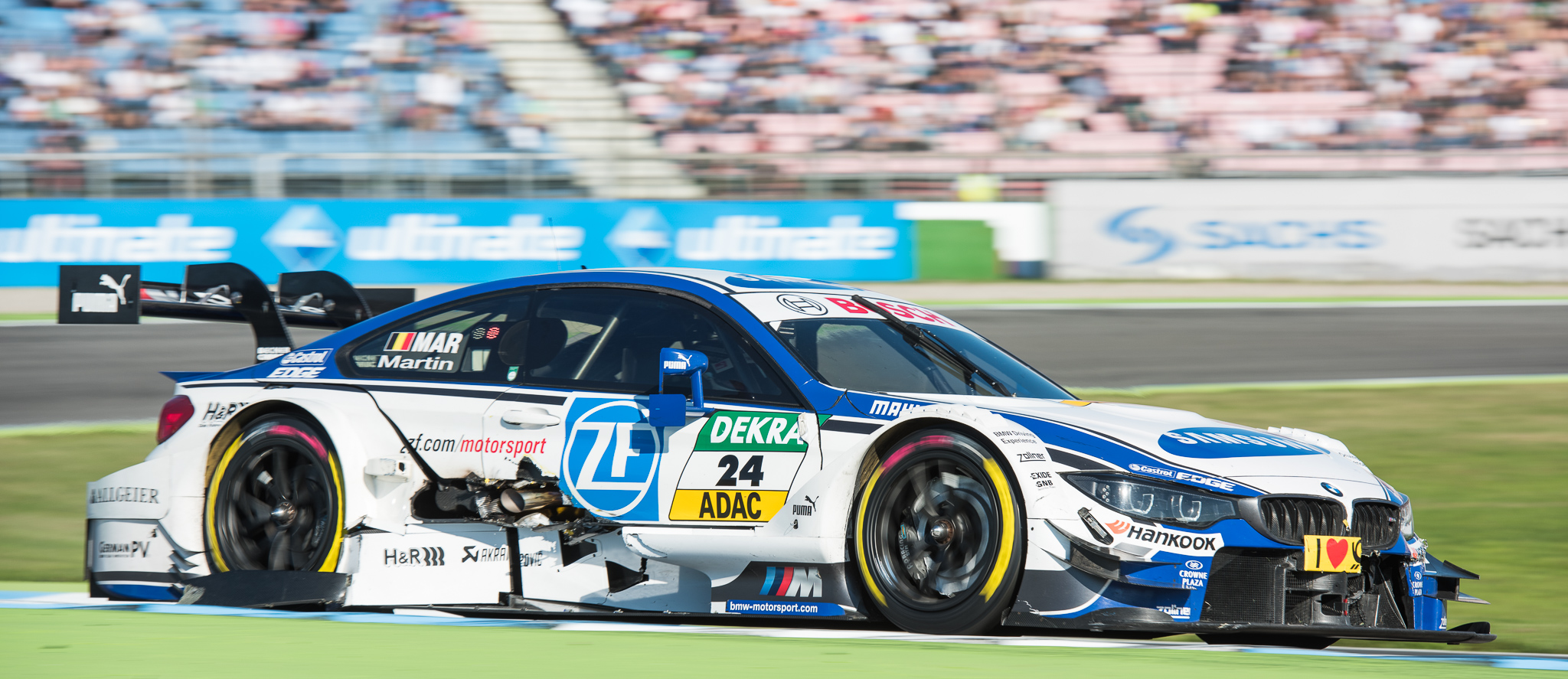
Maxime Martin, Deutsche Tourenwagen Masters 2014 - Hockenheimring

El belga se desempeñó como piloto de pruebas de BMW en el Deutsche Tourenwagen Masters en 2013. En 2014 disputó el certamen con el nuevo BMW M4. Logró una victoria, dos sextos puestos y un séptimo, por lo que se ubicó séptimo en el campeonato. Ese mismo año, corrió las 24 Horas de Daytona con un BMW Z4 oficial de Rahal, resultando segundo en la clase GTLM. También disputó las 24 Horas de Nürburgring y las 24 Horas de Spa con el equipo Marc VDS.
En 2015, acumuló una victoria, dos terceros lugares y un cuarto en el DTM, para terminar séptimo en el campeonato. Además disputó la ronda de Nogaro de la Blancpain Sprint Series con un BMW Z4 de BMW Team Brasil, logrando la victoria en la segunda carrera y el segundo puesto en la primera. También resultó segundo en las 24 Horas de Nürburgring con el equipo Marc VDS. Al año siguiente, logró dos terceros lugares, un quinto y cuatro sextos, para terminar octavo en el DTM. Además finalizó vencedor en las 24 Horas de Spa con un BMW M6 del equipo Rowe, quinto absoluto en las 24 Horas de Nürburgring, y quinto en la clase GT Daytona en las 24 Horas de Daytona para Turner.

## Resultados

### Campeonato Mundial de Resistencia de la FIA
(Clave) (negrita indica pole position) (cursiva indica vuelta rápida)

| Año     | Escudería           | Clase     | Automóvil                | 1   | 2   | 3   | 4   | 5   | 6   | 7   | 8   | Pos. | Puntos | Ref.  |
| ------- | ------------------- | --------- | ------------------------ | --- | --- | --- | --- | --- | --- | --- | --- | ---- | ------ | ----- |
| 2018-19 | Aston Martin Racing | LMGTE Pro | Aston Martin Vantage AMR | SPA | LMS | SIL | FUJ | SHA | SEB | SPA | LMS | 8.º  | 66     | [ 1 ] |
| 2018-19 | Aston Martin Racing | LMGTE Pro | Aston Martin Vantage AMR | 6   | 13  | 4   | 9   | 4   | 8   | 1   | 14  | 8.º  | 66     | [ 1 ] |
| 2019-20 | Aston Martin Racing | LMGTE Pro | Aston Martin Vantage AMR | SIL | FUJ | SHA | BHR | COA | SPA | LMS | BHR | 2.º  | 160    | [ 2 ] |
| 2019-20 | Aston Martin Racing | LMGTE Pro | Aston Martin Vantage AMR | 3   | 3   | 4   | 3   | 4   | 3   | 1   | 4   | 2.º  | 160    | [ 2 ] |